# Yamanouchi Kazutoyo

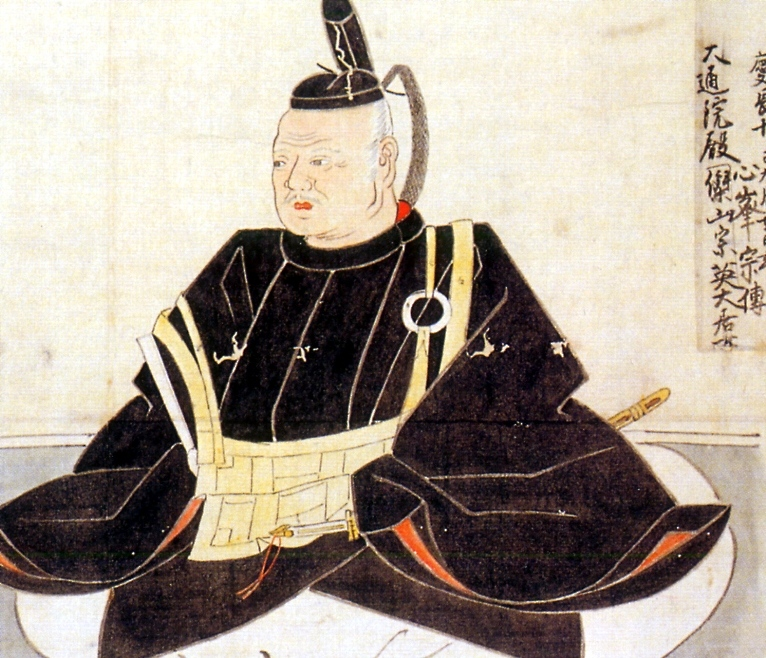
Yamanouchi Kazutoyo

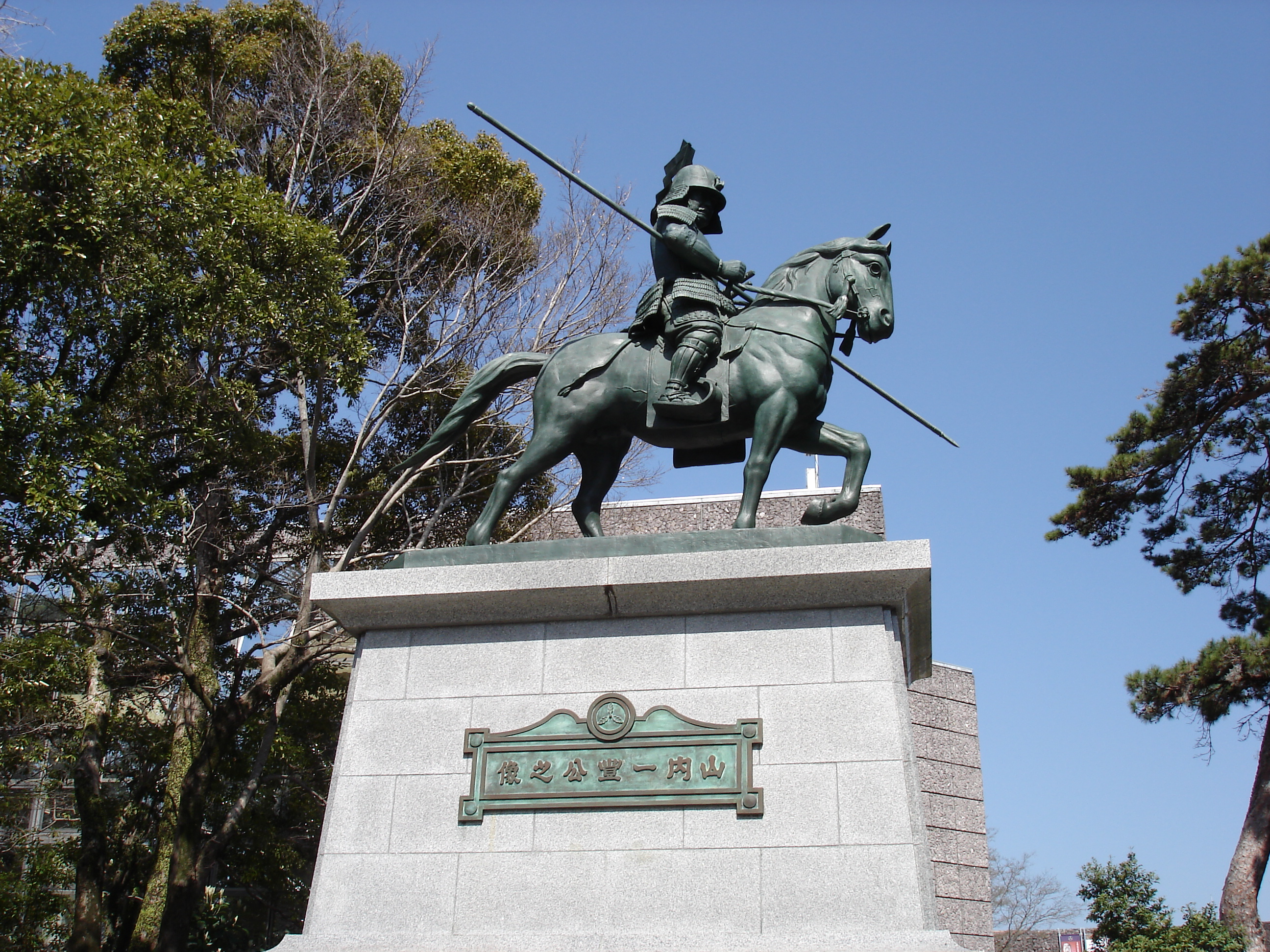
Yamanouchi Denkmal in Kochi

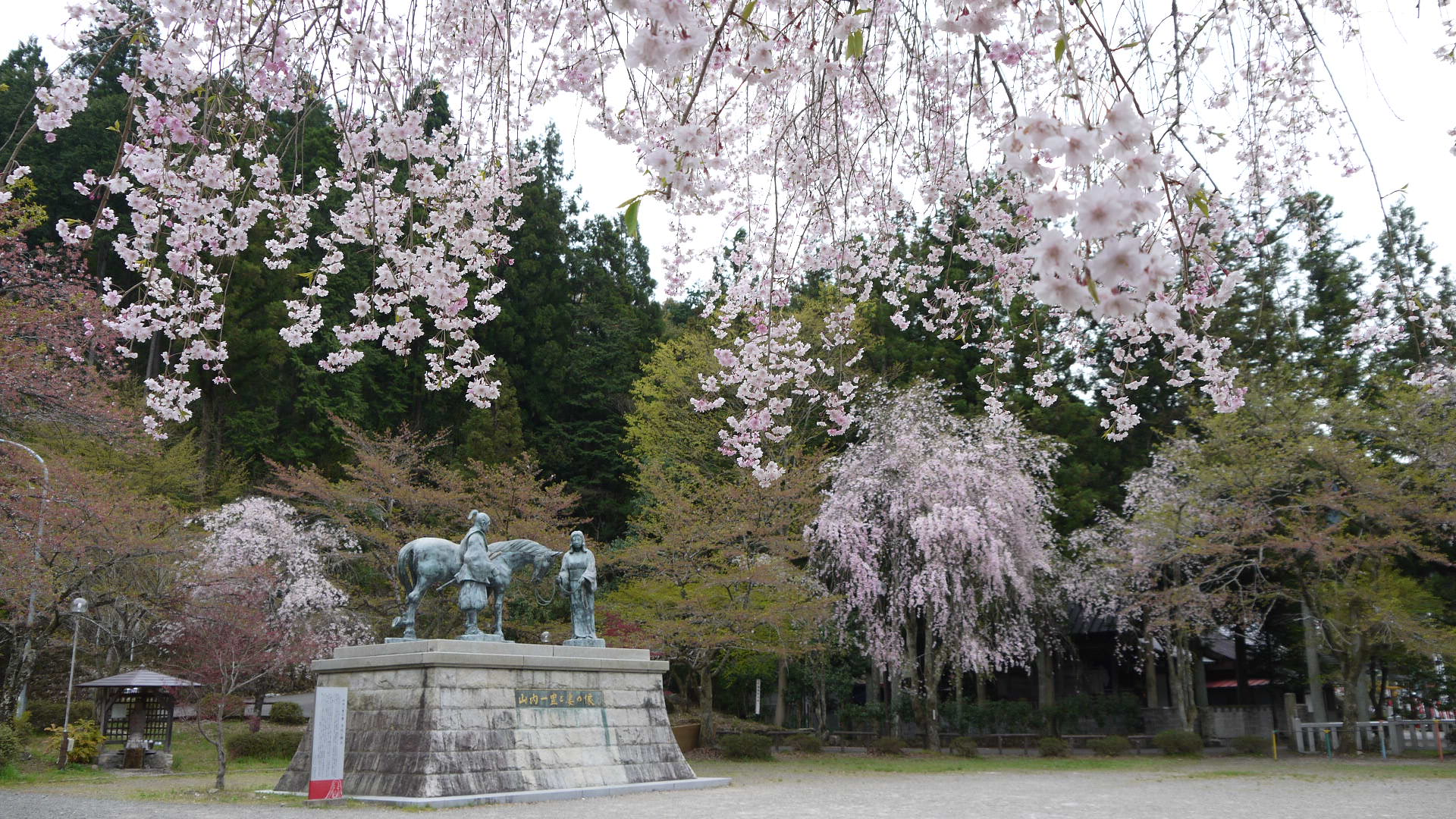
Yamanouchi und seine Frau mit dem Pferd im Park von Gujō

Yamanouchi Kazutoyo (japanisch 山内 一豊; geboren 1545 in der Provinz Owari; gestorben 1. November 1605 in Kōchi) war ein japanischer Militärführer der Azuchi-Momoyama- und frühen Edo-Zeit, Gründer der Daimyō-Dynastie Yamanouchi in Kōchi.

## Leben und Wirken
Yamanouchi Kazutoyo war Sohn von Yamauchi Moritoyo (山内 盛豊; 1510–1557), einem Großgrundbesitzer (土豪; Dogō) in der Provinz Owari und Hauptverwalter der Familie Oda (織田), Ise no kami (伊勢守), dem Gouverneur eines Owari-Bezirkes. Nachdem die Familie Oda von Oda Nobunaga vernichtet worden war, war er eine Zeitlang herrenlos, schloss sich dann Nobunaga an. 1570 nahm er an der Belagerung der Burg Kanegasaki (金ケ崎城) in der Provinz Echizen und an der Schlacht von Anegawa teil. Seine Frau Kenshōin (見性院; 1557–1617), die ihn dabei begleitete, galt als vorbildliche Samuraifrau. Ungefähr zu dieser Zeit soll sie ein berühmtes Pferd für ihren Mann gekauft haben.
Yamanouchi begann Toyotomi Hideyoshi zu dienen, als dieser den Norden der Provinz Ōmi, Mitteljapan, regierte. 1573 erhielt er ein Einkommen von 400 Koku und wurde mit der Aufsicht der Burg Nagahama in der Provinz Ōmi betreut. 1577 gab Hideyoshi ihm ein Territorium in der Provinz Harima, sodass sein Einkommen auf mehr als 2.000 Koku wuchs. Und 1583 zeichnete er sich in der Schlacht von Shizugatake aus und 1584 in der Schlacht von Komaki und Nagauta.
1585 wurde Yamanouchi zum Daimyō befördert und erhielt damit mindestens 10.000 Koku. 1586 bekam er die Domäne Takahama in der Provinz Wakasa und hatte nun ein Einkommen von 19.800 Koku. Hideyoshi betraute ihn mit der Fürsorge für seinen adoptierte Sohn Hidetsugu (豊臣 秀次; 1568–1595). Im Schaltaugust desselben Jahres stieg sein Einkommen mit der Burg Nagahama auf 20.000 Koku. 1590 wurde er auf die Burg Kakegawa in der Provinz Tōtōmi versetzt. Nach der Mitwirkung bei der langwierigen Belagerung von Odawara 1590 erhielt Yamanouchi ein Einkommen von 59.000 Koku, also fast eine Verdreifachung seines bisherigen Einkommens.
Während der Schlacht von Sekigahara im Jahr 1600 gehörte Yamanouchi der Ostarmee an und beteiligte sich dann am Angriff von Tokugawa Ieyasu auf Aizu-Wakamatsu. Bei der militärischen Begutachtung von Oyama in der Provinz Shimotsuke sagte er: „Ich widme die Burg Kakegawa und die Vorräte der Burg Fürst Ieyasu.“ Natürlich gab er die Burg nicht auf.
Nach der Schlacht wurde Yamanouchi Fürst und Gründer des Yamanouchi-Klans in der Provinz Tosa mit einem Einkommen von 200.000 Koku und regierte von der Burg Kōchi aus.